# União das Freguesias de Insalde e Porreiras
Die União das Freguesias de Insalde e Porreiras ist eine portugiesische Gemeinde (Freguesia) im Kreis (Concelho) Paredes de Coura im Nordwesten Portugals.

## Geschichte
Die Gemeinde entstand im Zuge der Gebietsreform vom 29. September 2013 durch die Zusammenlegung der ehemaligen Gemeinden Insalde und Porreiras. Insalde wurde Sitz der neuen Verwaltung.

## Demographie
| Freguesia | Freguesia           | Freguesia | Freguesia       | ehemalige Freguesias | ehemalige Freguesias | ehemalige Freguesias | ehemalige Freguesias |
| --------- | ------------------- | --------- | --------------- | -------------------- | -------------------- | -------------------- | -------------------- |
| Wappen    | Freguesia           | Einwohner | Fläche in (km²) | Wappen               | Freguesia            | Einwohner            | Fläche in (km²)      |
|           | Insalde e Porreiras | 393       | 17,59           |                      | Insalde              | 363                  | 13,28                |
|           | Insalde e Porreiras | 393       | 17,59           | Porreiras            | 95                   | 4,32                 |                      |